# Jay Leno

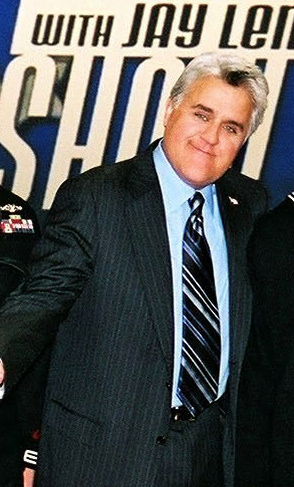
Jay Leno

Jay Leno, właściwie James Douglas Muir-Leno (ur. 28 kwietnia 1950), amerykański komik, najbardziej znany z prowadzenia programu The Tonight Show nadawanego na stacji telewizyjnej NBC, nad którym objął pieczę w 1992 roku i prowadził do roku 2009, kiedy tę rolę przejął Conan O’Brien. W 2010 roku Jay Leno ponownie stał się gospodarzem programu. Komik jest także właścicielem Big Dog Productions, spółki biorącej udział w tworzeniu The Tonight Show.

## Wczesne lata
Leno urodził się w New Rochelle, w stanie Nowy Jork. Jego matka była Szkotką, która przybyła do Stanów Zjednoczonych jako pięciolatka. Ojciec był Włochem. Swoje młodzieńcze lata spędził w Andover w stanie Massachusetts. W 1973 otrzymał tytuł licencjacki (Bachelor's degree) w zakresie logopedii na Emerson College.
Swoją karierę zaczynał w klubach, zabawiając swoimi monologami publiczność. W roku swojego debiutu miał wystąpić ponad 300 razy, czyli prawie codziennie. Do dzisiaj chętnie zabawia publiczność swoimi występami typu Stand Up Comedy, m.in. w Las Vegas.
W roku 1980 poślubił Mavis Nicholson. Państwo Leno nie mają dzieci.

## Aktorstwo, camea i podkładanie głosu
Leno nie jest szerzej znany jako aktor. Legenda głosi, że gdy starał się o rolę w Mork & Mindy, którą ostatecznie zagrał Jay Thomas, powiedziano mu, że dzieci mogłyby bać się jego twarzy. Pomimo tego zagrał kilka pomniejszych ról na początku swojej kariery, głównie w filmach które nie cieszyły się dużą popularnością. Wyjątkiem jest film American Hot Wax.
Jego najbardziej wyróżniającą się rolą była rola detektywa Tony Costasa w filmie Żółta Gorączka (Collision Course) z 1989 roku, komedii o niefortunnie dobranych partnerach zwalczających przestępczość. Gdy Jay Leno gościł Steve'a Martina w The Tonight Show w grudniu 2005 roku, wyświetlono fragment tego filmu podczas gry "Name That Clip" (Leno miał odróżnić sceny z dwóch nowych filmów Martina Troje do pary (Shopgirl) i Fałszywa dwunastka 2 (Cheaper by the Dozen 2), przy czym za pomyłkę Jay miał dać Steve'owi 20 dolarów. Ostatnim wyświetlonym fragmentem była scena z filmu Żółta Gorączka, który Jay od razu określił jako „straszny film”. Martin przyznał mu rację, ale powiedział też, że wystąpienie w tym filmie nie ochroni go przed stratą 20 dolarów.
Od czasu przejęcia roli gospodarza The Tonight Show, Leno wystąpił w kilku produkcjach w tzw. roli cameo, zazwyczaj jako gospodarz talkshow'u lub parodiując samego siebie, śmiejąc się ze swego legendarnego podbródka. W 1993 roku podłożył głos dinozaura Vooba w filmie animowanym Opowieść o dinosaurach (We're Back! A Dinosaur's Story). W roku 1994, zagrał "Najbardziej poszukiwanego gospodarza Bedrock" (Bedrock's Most Wanted Host) wraz Cynthią Clemons, w komedii The Flintstones. Także w roku 1994, zagrał siebie w filmie Pierwsza liga II (Major League II) wraz z Charlie Sheen'em.

## Kolekcja samochodów
Jay Leno jest znany jako kolekcjoner samochodów i motocykli. Wśród nich znajduje się niemało samochodów zabytkowych, nad którymi pracuje w wolnym czasie. Ma w zwyczaju dojeżdżać do studia z domu automobilami ze swojego zbioru (w skład którego wchodzi m.in. autentyczny Stanley Steamer). Leno jest redaktorem rubryki w magazynie Popular Mechanics, w której m.in. opowiada o swojej kolekcji, udziela różnorakich porad m.in. na temat konserwacji zabytkowych aut.
W 2001 roku Leno wystawił na aukcję motocykl Harley-Davidson podpisany przez sławnych gości jego programu na rzecz ofiar ataków terrorystycznych z 11 września 2001 roku. Motocykl został ostatecznie sprzedany za około 360 000 dolarów. W 2005 roku powtórzył ten gest dwukrotnie: raz aby pomóc ofiarom trzęsienia ziemi na Oceanie Indyjskim z 2004 roku (810 000 dolarów) i drugi raz na rzecz ofiar huraganu Katrina (1 505 100 dolarów).